# فكري (اسم)
فكري هو اسم علم مذكر من أصل عربي، ومعناه هو منسوب إلى الفكر، المتأمل الذي يعمل ذكاءه أو خاطر، الياء للنسبة.

## شخصيات تحمل الاسم
- فكري آل هير
- فكري أليكان (2 أبريل 1929 – 19 أغسطس 2015)
- فكري الحاج علي (علي فكري، 17 نوفمبر 1985[4] – )
- فكري الحبيشي (لاعب كرة قدم يمني، 18 أبريل 1978 – )
- فكري إلما (لاعب كرة قدم تركي، 1934 – 15 نوفمبر 1999)
- فكري إيشيق (سياسي تركي، 13 سبتمبر 1965 – )
- فكري باشا أباظة (صحفي مصري، 1896 – 1 فبراير 1979)
- فكري سونميز (سياسي تركي، 1938[5] – 4 مايو 1985)
- فكري كرسون
- فكري ياسين (1897 – 1951)

## وصلات خارجية
- موسوعة السلطان قابوس لأسماء العرب نسخة محفوظة 5 أبريل 2019 على موقع واي باك مشين.